# Хуан Хелман
Хуан Хелман (на испански: Juan Gelman) е аржентински поет и публицист.

## Биография
Роден е на 3 май 1930 година в Буенос Айрес в семейство на евреи имигранти от Руската империя. От ранна възраст публикува поезия. Работи като журналист, известно време е и преводач в Организацията на обединените нации.
Първата от над 20-те му стихосбирки – „Цигулка и други въпроси“, излиза през 1956 г. Сред най-популярните става четвъртата, „Готан“ (1962); последна е „Днес“ (2013). След установяването на военна диктатура в Аржентина през 1976 г. Хелман живее в изгнание в разни страни, накрая трайно се установява в град Мексико. Пише на испански и ладински.
Носител е на множество литературни награди, сред които „Хуан Рулфо“ за латиноамериканска литература (2000), „Пабло Неруда“ за поезия (2005) и „Сервантес“ (2007) за цялостно творчество.
Единствената му стихосбирка, издадена на български, е „Стихотворенията на Сидни Уест“, преведена от Нева Мичева („Жанет 45“, 2013). Умира в град Мексико на 14 януари 2014 година.

### Поезия
- Violín y otras cuestiones, 1956
- El juego en que andamos, 1959
- Velorio del solo, 1961
- Gotán, 1962
- Cólera buey, 1964
- Traducciones III. Los poemas de Sydney West, 1969
- Fábulas, 1971
- Relaciones, 1973
- Hechos y relaciones, 1980
- Si dulcemente, 1980
- Citas y Comentarios, 1982
- Hacia el Sur, 1982
- Com/posiciones, 1986
- Interrupciones I, 1986
- Interrupciones II, 1988
- Anunciaciones, 1988
- Carta a mi madre, 1989
- Salarios del impío, 1993
- Dibaxu, 1994
- Incompletamente, 1997
- Valer la pena, 2001
- País que fue será, 2004
- Mundar, 2007
- De atrásalante en su porfía, 2009
- Bajo la lluvia ajena, 2009
- El emperrado corazón amora, 2011
- Hoy, 2013

### Проза
- Exilio (en coautoría con Osvaldo Bayer), editorial Legasa, Buenos Aires, 1984
- Prosa de prensa, Ediciones B, España, 1997
- Ni el flaco perdón de Dios/Hijos de desaparecidos (en coautoría con Mara La Madrid), Planeta, Buenos Aires, 1997
- Nueva prosa de prensa, Ediciones B Argentina, Buenos Aires, 1999
- Afganistán/Iraq: el imperio empantanado, Buenos Aires, 2001
- Miradas, Seix Barral, Buenos Aires, 2005
- Escritos urgentes, Capital Intelectual, Buenos Aires, 2009
- Escritos urgentes II, Capital intelectual, Buenos Aires, 2010
- El ciempiés y la araña, ilustraciones de Eleonora Arroyo, Taller de comunicación gráfica, México, 2011